# Victor Alexander von Otto

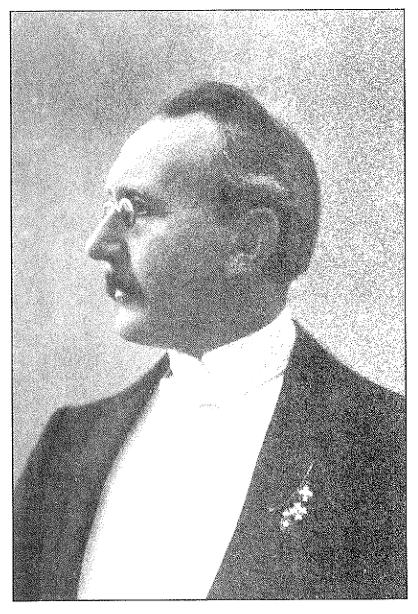
Victor Alexander von Otto

Victor Alexander von Otto (* 20. März 1852 in Großenhain; † 26. Juli 1912 in Dresden) war ein deutscher Jurist und Politiker im Königreich Sachsen. Er war sächsischer Justizminister und von 1910 bis zu seinem Tod Vorsitzender des Gesamtministeriums.

## Leben und Wirken
Von Otto studierte die Rechtswissenschaften in Heidelberg und Dresden und schloss sein Studium mit Promotion ab. Vor seiner Berufung zum sächsischen Justizminister bekleidete er das Amt des Ersten Staatsanwaltes im Königreich. Am 10. Februar 1902 wurde er als Nachfolger von Konrad Wilhelm von Rüger Justizminister, nachdem dieser in das Finanzressort gewechselt war. Nach Rügers Rücktritt von seinen Ministerämtern wurde Otto am 1. Dezember 1910 auch Vorsitzender des Gesamtministeriums. Beide Ämter hatte er bis zu seinem Tod inne. Von Otto starb 1912 in Dresden und wurde auf dem Johannisfriedhof beigesetzt.